# Aleksandr Starowojtow
Aleksandr Władimirowicz Starowojtow (ros. Александр Владимирович Старовойтов, ur. 18 października 1940 w Bałaszowie, zm. 2021 w Moskwie) – rosyjski generał pułkownik, doktor nauk technicznych, nauczyciel akademicki.
W 1991 był przewodniczącym Komitetu Łączności Radiowej przy Michaile Gorbaczowie. Od grudnia 1991 był dyrektorem generalnym Federalnej Agencji Łączności Rządowej i Informacji.
Pochowany na Cmentarzu Trojekurowskim w Moskwie.